# Juanito Calahorro
Juan Calahorro (Torredonjimeno, 12 de mayo de 1988), Juanito Calahorro, es un exfutbolista español que perteneció al Caudal Deportivo. Jugó como defensa.

## Trayectoria
Calahorro comenzó su andadura en el mundo del fútbol profesional en las filas del Alcalá de Guadaíra en 2ºB durante la temporada 2007/2008, donde fue cedido por el Real Betis Balompié. Después subió al Betis B.
Ha estado jugando con el filial verdiblanco las tres últimas temporadas. Esto le valió la pasada temporada para realizar la pretemporada con el primer equipo en Segunda División, y de la mano de Pepe Mel fue convocado para algún partido pero se quedó a las puertas del debut. Para la temporada 2010/2011, el entrenador verdiblanco Pepe Mel volvió a darle su respaldo al joven jienense, que realizó la pretemporada con el primer equipo, finalmente se queda en la primera plantilla del Real Betis Balompié con el dorsal 29. Es de los pocos jienennses junto a Manu del Moral (Sevilla FC) que juega en Primera División. En la segunda vuelta se la temporada 2011- 2012 es cedido al Xerez Club Deportivo
En la temporada 2012- 2013 ficha por el AD Alcorcón.
En la temporada 2013- 2014 ficha por el Śląsk Wrocław. Con el Alcorcón disputó un total de 1280' en 22 partidos de la Segunda División, mientras que jugó un total de 450' en 17 partidos en la liga de Polonia.
En el mercado de invierno de 2016 ficha por el Algeciras CF y al final de la temporada se comprometería con el Yugo Socuéllamos de la Segunda División B.
En agosto de 2017, se compromete con el Caudal Deportivo para la temporada 2017-18.

## Clubs
| Temporadas | Club                          | Partidos | Goles |
| ---------- | ----------------------------- | -------- | ----- |
| 2007-2008  | Alcalá de Guadaira            | 25       | 0     |
| 2008-2011  | Real Betis B                  | 57       | 2     |
| 2011-2012  | Real Betis                    | 0        | 0     |
| 2012-2012  | Xerez Club Deportivo          | 9        | 0     |
| 2012-2013  | Agrupación Deportiva Alcorcón | 12       | 0     |
| 2014-2015  | Śląsk Wrocław                 | 3        | 0     |
| 2015-2016  | Algeciras CF                  | 0        | 0     |
| 2016-2017  | Unión Deportiva Socuéllamos   | 0        | 0     |
| 2017-2018  | Caudal Deportivo              | 0        | 0     |